# Bataille d'Amphipolis
 (octobre 2007).
Si vous disposez d'ouvrages ou d'articles de référence ou si vous connaissez des sites web de qualité traitant du thème abordé ici, merci de compléter l'article en donnant les références utiles à sa vérifiabilité et en les liant à la section « Notes et références ».
Guerre du Péloponnèse
Batailles
- Sybota
- Potidée
- Chalcis
- Patras
- Naupacte
- Mytilène
- Tanagra
- Étolie
- Olpae
- Idomene
- Pylos
- Sphactérie
- Délion
- Amphipolis
- Mantinée
- Mélos
- Expédition de Sicile
- Symi
- Érétrie
- Cynosséma
- Abydos
- Cyzique
- Notion
- Arginuses
- Aigos Potamos

La bataille d'Amphipolis eut lieu en 422 av. J.-C. durant la guerre du Péloponnèse entre Athènes et Sparte. Cette bataille constitue le paroxysme d'un conflit qui commença en 424 av. J.-C. par la prise d'Amphipolis par les Spartiates.

## Capture d'Amphipolis en424/423 av. J.-C.
Durant l'hiver 424/423 av. J.-C., à peu près en même temps que la bataille de Délion, le général spartiate Brasidas assiégea Amphipolis, une des plus importantes colonies athéniennes en Thrace sur les bords de la rivière Strymon. La ville était défendue par le général athénien Euclès, qui demanda de l'aide à Thucydide qui était stationné à Thasos avec sept navires athéniens.
Afin de capturer la ville avant l'arrivée de Thucydide, Brasidas promit de laisser les habitants garder leurs biens et offrit à ceux qui le voulaient de quitter la ville en toute sécurité. Malgré les protestations d'Euclès, Amphipolis se rendit. Thucydide arriva au port voisin d'Eion le jour même de la reddition d'Amphipolis. Brasidas s'allia avec d'autres villes thraces, ainsi qu'avec Perdiccas de Macédoine, et attaqua d'autres villes de la région, telle Torone. Les Athéniens, craignant que certains de leurs alliés capitulent rapidement, offrirent à Brasidas des termes favorables pour une paix.
Thucydide, qui relate la capture d'Amphipolis dans son Histoire de la guerre du Péloponnèse, est souvent tenu pour responsable de la chute de la ville. Certains ont considéré ses actions comme de la "négligence" bien qu'il affirmât qu'il n'était pas en mesure d'arriver à temps pour sauver la ville. Plutôt que de retourner à Athènes et d'être jugé puis condamné voire occis, il choisit lui-même de s'écarter de la cité ce qui lui permet de commencer la rédaction de son œuvre .
Dans les faits, il semble bien que la responsabilité de la chute d'Amphipolis revient au stratège Euclès, qui par imprudence ou par inconscience, ne se prépara pas à l'arrivée-éclair de Brasidas et appela trop tard à l'aide Thucydide, qui était au large avec son escadre pour surveiller la mer Égée. Celui-ci, par un tour de force remarquable, arriva juste à temps pour sauver Eion, le port d'Amphipolis, d'une attaque spartiate. Quant à Euclès, il avait abandonné la lutte et s'était retiré dans la citadelle.
Thucydide, par solidarité pour son collègue (et parce que la dénonciation n'était pas dans son tempérament aristocratique) assuma seul les conséquences de cette défaite qui affaiblissait sérieusement la position d'Athènes dans le nord de la Grèce.

## Armistice de423 av. J.-C.
À la suite de la prise de la ville, Athènes et Sparte signèrent un armistice. Athènes entendait ainsi fortifier un plus grand nombre de villes contre les attaques de Brasidas. Les Spartiates espéraient qu'Athènes leur rendrait les prisonniers faits à la bataille de Sphactérie en 424 av. J.-C.. D'après les termes de l'accord, « il est proposé que chaque camp reste dans son territoire, tenant ce qu'il possède déjà… L'armistice doit durer un an ». (Thuc. 4.118). Durant les négociations, Brasidas captura Scione et refusa de la rendre quand il apprit qu'un armistice avait été conclu. Le dirigeant athénien Cléon, malgré le traité, envoya des troupes pour la reprendre.

## Bataille d'Amphipolis en422 av. J.-C.
Quand l'armistice prit fin en 422, Cléon arriva en Thrace à la tête d'une force de 30 navires, 1200 hoplites, 300 cavaliers et des troupes envoyés par les alliés d'Athènes. Il reconquit Torone et Scione. À Scione, le commandant spartiate Pasitelidas fut tué. Ensuite, il prit position à Eion, tandis que Brasidas s'installa à Cerdylium. Brasidas disposait de 2000 hoplites, 300 cavaliers et d'autres troupes dans la ville d'Amphipolis, mais il ne pensait pas pouvoir battre Cléon dans un affrontement direct. Brasidas ordonna à ses troupes de rentrer dans Amphipolis et Cléon se dirigea vers la ville afin de mener bataille. Quand il vit que Brasidas n'était pas décidé à l'affronter, Cléon pensa que les Spartiates n'attaqueraient pas et il ordonna à ses troupes de retourner à Eion.
À ce moment-là, Brasidas ordonna à ses troupes de sortir d'Amphipolis et de charger les troupes athéniennes désorganisées. Dans la mêlée qui s'ensuivit, Brasidas fut mortellement blessé, mais les Athéniens ne s'en rendirent pas compte. Cléon, qui tentait de rameuter les fuyards pour reprendre l'offensive, fut également tué quand il fut rattrapé par le commandant spartiate Cléaridas. L'armée athénienne s'enfuit vers Eion et 600 d'entre eux furent tués avant d'avoir atteint le port. Seulement sept Spartiates moururent.

## Conséquences
Brasidas vécut suffisamment longtemps pour être informé de sa victoire. Il fut enterré à Amphipolis.  Brasidas et Cléon, les deux plus farouches bellicistes des deux camps, étaient morts ensemble sur le champ d'honneur. Politiquement, la voie était libre pour le changement. Après la bataille, ni les Athéniens ni les Spartiates ne voulurent continuer la guerre et la paix de Nicias fut signée en 421 av. J.-C.. 
La paix de Nicias proclama le statu quo entre les deux cités adverses, chacune ayant remporté une victoire décisive : la prise de l'île de Sphactérie pour les Athéniens et la prise d'Amphipolis pour les Lacédémoniens.
Ce traité fut ensuite rompu à cause de la mauvaise volonté de part et d'autre. 
Cet évènement a décidé de la vocation de l'un des plus grands écrivains grecs et du premier historien d'Occident : Thucydide, auto-exilé pour ne pas être arrivé à temps pour protéger Amphipolis, voyagea beaucoup à travers le monde méditerranéen et rédigea sa monumentale Histoire de la guerre du Péloponnèse.
La perte de leur importante colonie d'Amphipolis resta une plaie ouverte pour les Athéniens, qui cherchèrent toujours à la récupérer. Certains historiens comparèrent ce traumatisme à la question d'Alsace-Lorraine pour la France entre 1870 et 1918, ce qui n'est peut-être pas exagéré : près de cent ans plus tard, en 358 av. J.-C., on voit les Athéniens accepter un traité très avantageux pour Philippe II de Macédoine en échange d'une intervention macédonienne pour rendre Amphipolis à son ancienne métropole. On peut parler d'"obsession amphipolitaine" parmi les Athéniens, qui étaient prêts à de grandes concessions pour quiconque les aiderait à recouvrer ce qu'ils considéraient comme « leur » bien.

### Source
- Thucydide, The Peloponnesian War. London, J. M. Dent; New York, E. P. Dutton. 1910.